# John Stafford Smith
John Stafford Smith (ochrzczony 30 marca 1750 w Gloucester, zm. 21 września 1836 w Londynie) – brytyjski kompozytor i organista.

## Życiorys
Był synem Martina Smitha, organisty katedry w Gloucester. Muzyki początkowo uczył się u ojca, następnie studiował w Londynie u Williama Boyce’a. Od 1761 roku był chórzystą w Chapel Royal, od 1784 roku był jej członkiem, a w 1802 roku objął stanowisko jej organisty. Od 1785 roku był także kantorem w opactwie Westminsterskim. W latach 1805–1817 dyrygował chórem chłopięcym w Chapel Royal.
Był kolekcjonerem zabytków muzyki dawnej, zgromadził przeszło 2100 woluminów. Zbiory te po śmierci Smitha zostały sprzedane i zaginęły. Wydał pierwszy w Anglii naukowo opracowany zbiór dawnej muzyki, A Collection of English Songs (1779). Jego praca teoretyczna Introduction to the Art of Composing pozostała w rękopisie.
Jako kompozytor pisał pieśni chóralne i solowe, wydał 5 zbiorów glees. Melodia jego pieśni Anacreon in Heaven, napisana w 1780 roku dla Anacreontic Society, została zaadaptowana przez Francisa Scotta Keya do tekstu The Star-Splanged Banner i stała się hymnem Stanów Zjednoczonych.